# Ácido hentriacontílico
Ácido hentriacontílico (também ácido hentriacontanoico, ácido henatriacontílico ou ácido henatriacontanoico) é um ácido graxo saturado carboxílico.